# 皮耶普拉桑斯穆斯特鲁
皮耶普拉桑斯穆斯特鲁（法語：Piets-Plasence-Moustrou）是法国比利牛斯-大西洋省的一个市镇，位于该省北部偏东，属于波城区。该市镇总面积8.34平方公里，2009年时的人口为138人。

## 人口
皮耶普拉桑斯穆斯特鲁人口变化图示